# 出陣学徒壮行早慶戦
出陣学徒壮行早慶戦（しゅつじんがくとそうこうそうけいせん）は、早稲田大学野球部・慶應義塾大学野球部により1943年（昭和18年）10月16日に、早稲田大学の戸塚球場で行われた野球の試合。第二次世界大戦期間におけるアマチュア野球最後の試合として知られ、別名を「最後の早慶戦」という。
試合から65年目となる2008年には相次いで舞台化、映画化され、関連する書籍も刊行された。

## 東京六大学野球の中止
日中戦争（支那事変）の開始に伴い強まっていた戦時色は1941年の太平洋戦争開戦によりさらに強まっていた。敵国アメリカ合衆国で生まれた野球は軍事教練に関係がないこともあって、敵性スポーツとして弾圧の対象となっており、中等学校野球・都市対抗野球は1942年限りで中止に追い込まれた。
そして東京六大学野球でも平日の試合開催禁止から始まって1940年から秋季リーグ戦は各校1回戦総当たり、1日3カード実施＝約1か月で日程を消化させられるという縮小状態に追い込まれていた。
そして1942年10月25日の秋季リーグ戦・早大vs立大戦を最後に、1943年4月7日にはついに文部省がリーグ解散令を強行した。この為、東京六大学野球加盟校は次第に活動停止に追い込まれてしまったものの、早大と慶大の両校は辛うじて練習を続けていた。

## 試合開催までの苦難

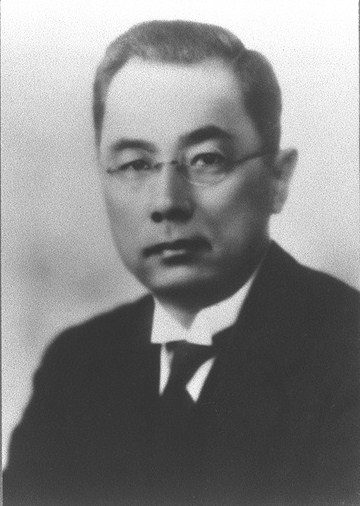
小泉信三

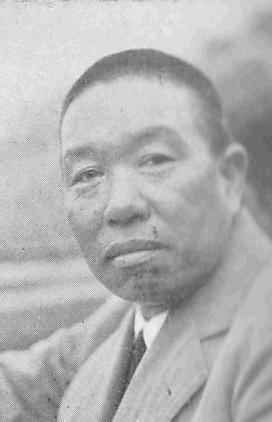
飛田穂洲

太平洋戦争の開始直後は華々しい戦果を挙げていた日本軍も、そのうちに各地で敗退を繰り返していくようになった。1943年には日本近海でアメリカ合衆国の潜水艦が日本の資源輸送船を襲うようになるなど、すでに戦局も深刻なものになっており、10月には法文学部系学生の徴兵延期停止の命令が下るまでになった（学徒出陣の項参照）。
「ひとたび戦地に赴けば、生きて故郷の、そして学舎の土を踏むことは叶わないかもしれない、せめて最後に試合を、出来るならば早稲田と試合をしたい……」
こうした思いから、慶大野球部主将阪井盛一は部長平井新を通じて塾長小泉信三に早慶戦の開催を申し出た。このとき文部省からの通達により、対外試合の実施は大学総長の方針に任せられていたのである。
「出陣する学徒たちに何か餞を、それには早慶戦がふさわしい……」
そう考えた小泉はこの申し出を快諾、阪井・平井は連盟理事の早大野球部顧問飛田穂洲（同部初代監督）を訪れ、学生野球の聖地：明治神宮野球場で早慶戦を行うことについて申し入れた。小泉のこの一戦にかける決意は固く、文部省を通さねばならない神宮球場の使用については自分が交渉に当たっても良い、とまで言った。この申し出に早大野球部は大いに喜び、慶大野球部も急遽帰郷中の選手を呼び戻して練習を再開した。
ところが試合実現に大きな障壁が立ちはだかった。早大当局が難色を示したのである。軍部や文部省の弾圧に抗しきれず、試合の申し出を応諾出来ないでいたのである。そうしているうちに学徒出陣の日は迫る。早大野球部は飛田だけでなく部長外岡茂十郎、マネージャー相田暢一らが大学当局を必死に説得するが大学当局は煮え切らない態度を見せ続ける。実はこの年の春にも慶應義塾から早慶戦開催の申し出があったが、同様に大学当局の反対に遭い実現できずに終わっていた。田中穂積総長が難色を示し、外岡らが必死の説得工作を行い報國隊の部隊長会議で挙行賛成が過半数を上回る結果となっても、結局田中総長が開催を許さなかったのである。
こうした事情を察して慶大側も、「試合場が神宮で都合が悪ければ日吉の慶大グラウンドでも早大の戸塚球場でも構わない」との配慮を見せた。それでも早大当局は、戸塚球場で実施して事故でも起きたら誰が責任を取るのか、と一向に試合実施を認めない。ついに早大野球部は大学の反対を押し切り野球部として責任を持って試合を挙行することを決意した。それでも、軍部・官僚の機嫌を取り何としても挙行を阻もうとする大学側との厳しいやりとりは、結局試合当日まで及んだ。

## 圧力を跳ね返しての試合強行
試合当日の10月16日が間近に迫っても、早大当局は試合を許可しなかった。ところが新聞に10月16日13時試合開始との記事が出た。出し抜かれた形になった早大当局は、試合開始を午前8時からとし正午までには試合を終えるよう早大野球部に要求した。ひとたび開始にこぎ着けたのだから選手たちがこれに応じるはずもなく、練習を行い慶大野球部と応援学生たちを迎え入れるうちに、正午に試合が開始された。この試合は一般には公開せず両校学生と部員の家族、野球部OBなど関係者のみに開放された。戸塚球場に着いた小泉塾長は早大側による特別席への案内を「私は学生と一緒の方が楽しいのです」（『早稲田大学野球部五十年史』）と断り学生席に着席した。

### 出場メンバーとスコア
| 慶應義塾大学 |        |                  |          |                                                                          |
| 打順         | 守備   | 選手名           | 出身校   | 卒業後・戦後の主な進路                                                   |
| 1            | （左） | 矢野鴻次         | 下関商業 | 戦後に復学。大洋漁業                                                     |
| 2            | （二） | 山県将泰         | 広島商業 | 戦後に復学。植良組→大昭和製紙                                            |
| 3            | （捕） | 阪井盛一（主将） | 滝川中   | 慶大野球部監督（1949年 - 1955年）                                        |
| 4            | （中） | 別当薫           | 甲陽中   | 戦後に復学。全大阪→大阪タイガース→毎日オリオンズ                         |
| 5            | （右） | 大島信雄         | 岐阜商業 | 戦後に復学。大塚産業→松竹ロビンス→中日ドラゴンズ                         |
| 6            | （一） | 長尾芳夫         | 東邦商業 | 愛知産業→電電東海                                                        |
| 7            | （投） | 久保木清         | 広島商業 | 戦後に復学。山崎産業→大昭和製紙→読売ジャイアンツ→電電東京→日本鉱業佐賀関 |
| 7            | 投     | 高松利夫         | 東京市商 | 菊水クラブ→大映スターズ                                                  |
| 7            | 代打   | 加藤進           | 愛知一中 | 戦後に復学。藤倉電線→愛知産業→中日ドラゴンズ                             |
| 8            | （遊） | 河内卓司         | 広島一中 | 戦後に復学。大洋漁業→毎日オリオンズ→高橋・トンボユニオンズ               |
| 9            | （三） | 増山桂一郎       | 敦賀商業 | 戦後に復学。大塚産業→大映スターズ→日本石油                               |

|              | 1 | 2 | 3 | 4 | 5 | 6 | 7 | 8 | 9 | R  |
| ------------ | - | - | - | - | - | - | - | - | - | -- |
| 慶応義塾大学 | 0 | 1 | 0 | 0 | 0 | 0 | 0 | 0 | 0 | 1  |
| 早稲田大学   | 1 | 0 | 4 | 2 | 0 | 0 | 3 | 0 | X | 10 |

| 早稲田大学 |        |                  |          |                                                                          |
| 打順       | 守備   | 選手名           | 出身校   | 卒業後・戦後の主な進路                                                   |
| 1          | （二） | 森武雄           | 岐阜商業 | 大日本土木→岐阜商業野球部監督→川島紡績→岐阜カンツリー倶楽部              |
| 2          | （捕） | 伴勇資           | 福岡工業 | 西日本鉄道→西鉄ライオンズ→東急→大映→柳川商業・国士舘大学野球部監督       |
| 3          | （左） | 近藤清           | 岐阜商業 | 1945年4月28日、神風特攻隊員として出撃し、沖縄で戦死                      |
| 4          | （一） | 笠原和夫（主将） | 市岡中   | 大野大喜クラブ→北新化学→全大阪→南海ホークス→高橋・トンボ・大映ユニオンズ |
| 5          | （中） | 吉江一行         | 磐城中   | 1945年10月3日、戦病死                                                    |
| 6          | （投） | 岡本忠之         | 扇町商業 | 戦後に復学して主将を務め、1947年に藤倉電線に入社。1948年、結核により死去 |
| 7          | （三） | 鶴田鉦二郎       | 岡崎中   | 戦後に復学                                                               |
| 8          | （右） | 伊藤利夫         | 岐阜中   | 大日本土木→近鉄パールス→阪急ブレーブス→岐阜高校野球部監督                |
| 9          | （遊） | 永谷利幸         | 平安中   | 中支戦線で戦死                                                           |

試合は早大打線が慶大の久保木投手を打ち崩して10-1で勝利した。

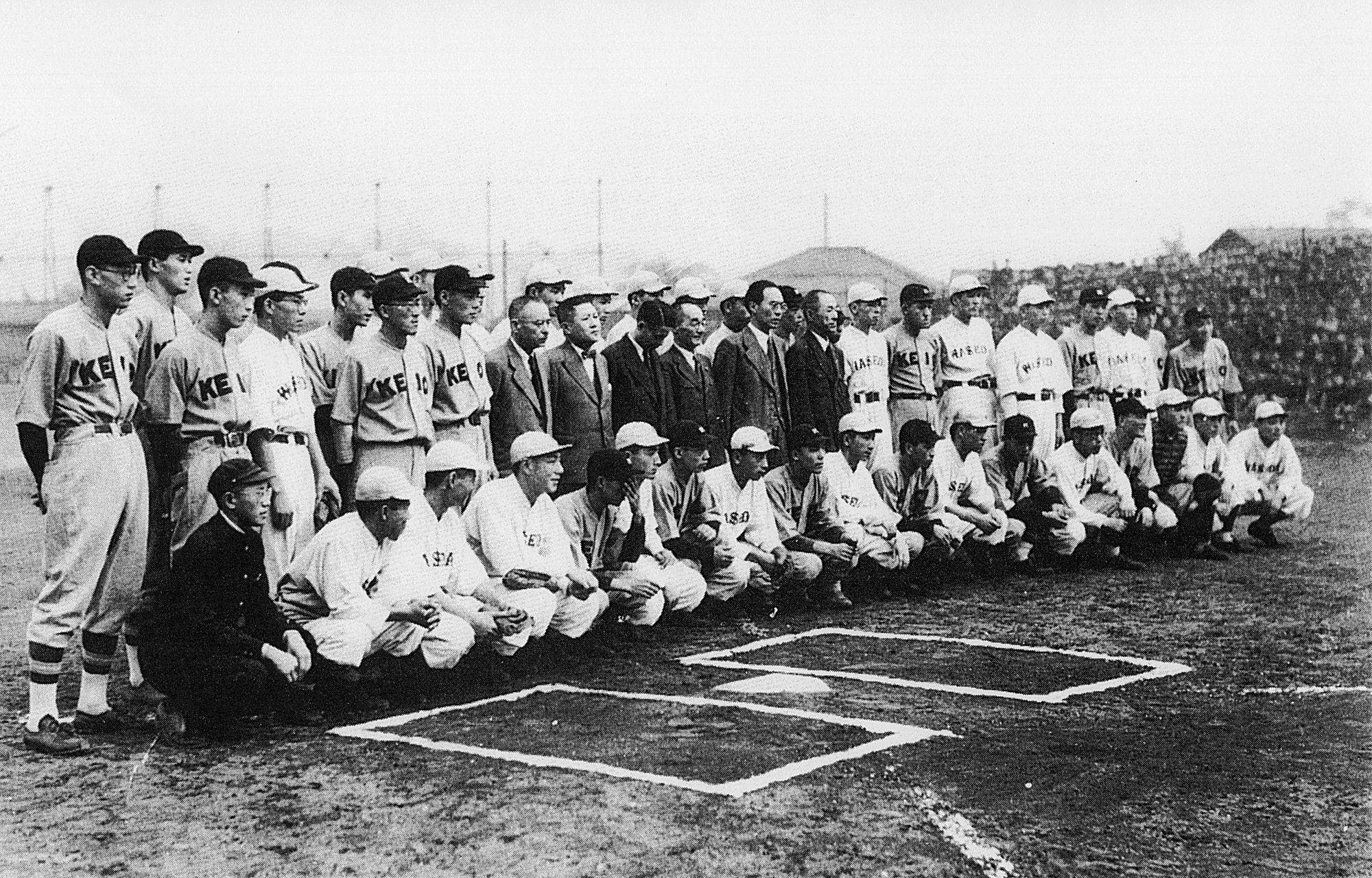
試合後の記念写真

早大当局が開催になかなか応じないことから、試合実現の可能性が薄いと見た慶大は選手たちを一旦故郷に帰していた（家族たちと最後の別れをさせるため）。学徒出陣ギリギリの段階で試合ができそうなことがわかり急遽選手を呼び戻したものの、慶大にしてみれば練習不足にエース大島の故障があり、この結果は致し方ないところでもあった。
しかし、両校は勝敗を度外視して思う存分野球を楽しんだ。戸塚球場に応援に詰めかけた学生たちもそれは同じであった。両校から校歌・応援歌とともに「ありがとう」「戦場で会おう」の声が交わされる。慶大生が『都の西北』を、早大生が『若き血』を歌い上げるうちに両校のエール交換が終わると、どこからともなく「海行かば 水漬く屍」の歌声、それはやがて球場全体に鳴り響いたのである。
早大野球部は大学当局との交渉に苦闘しながらも、この日のためにグラウンドを整備し、便所にいたるまで綺麗に磨き上げて慶大を迎えた。慶大もこれに応え、小泉塾長が座布団代わりの新聞紙をきれいに畳み、ポケットに詰め込んで立ち上がると、学生たちも紙くず一つ残さず清掃して戸塚球場を後にしたのである。

## その後

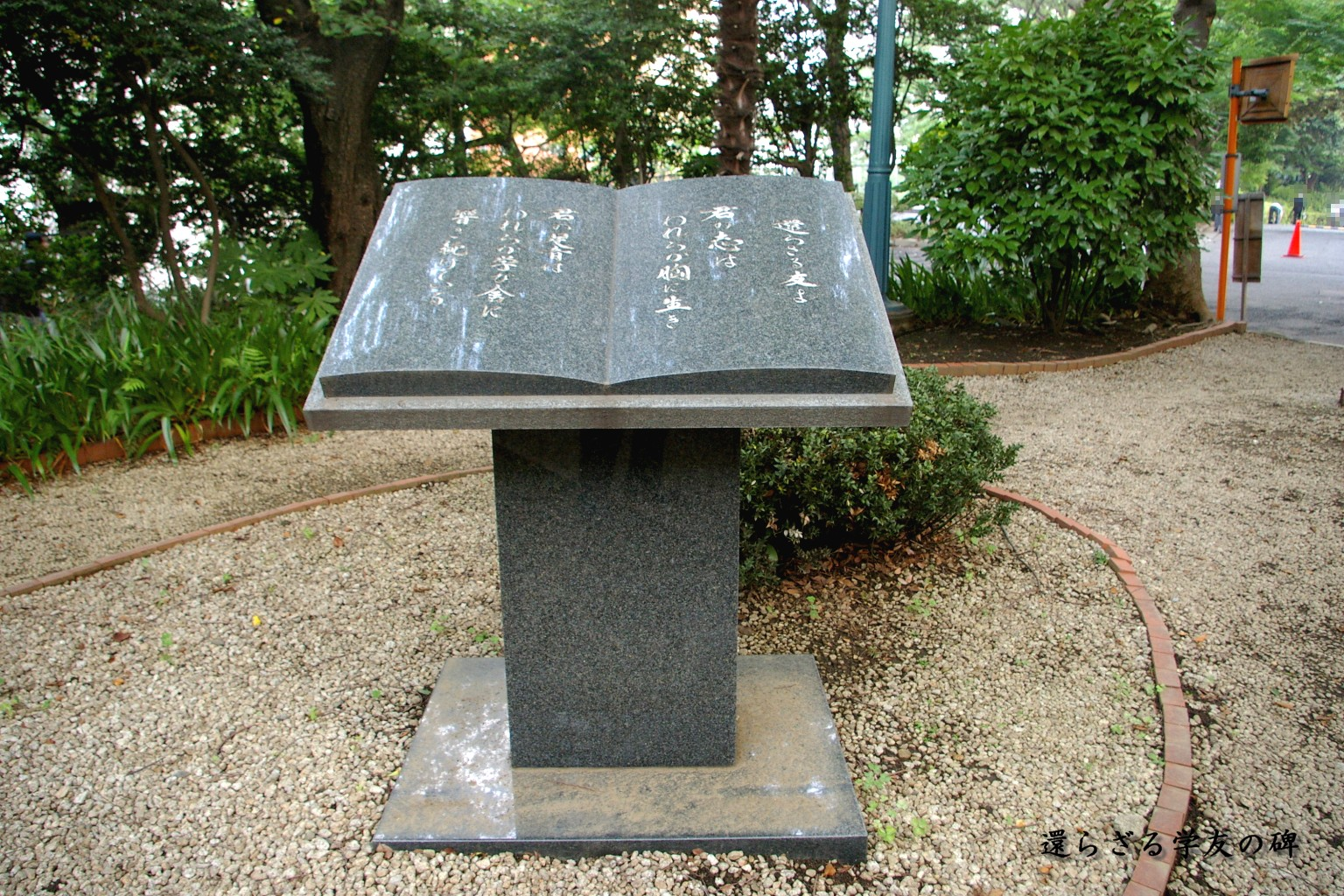
還らざる学友の碑
（慶應義塾大学三田キャンパス）

試合から5日後の10月21日には激しい雨の中、明治神宮外苑競技場（現国立競技場）で出陣学徒壮行式典が挙行され、多くの学生たちが出征し、両校の野球部員にも戦死した者が出た（上記スターティングメンバーでは早大の近藤・永谷が戦死、吉江も戦争で患い故郷で闘病の末に亡くなり、ベンチにいた控え捕手の壺井重治、控え投手の桜内一を含む5名が戦没）。
1945年8月15日、終戦の後、ニッポンの野球の復活を告げたのは同年10月28日に開催された明治神宮野球場での全早慶戦であった。戦争中、飛田・吉江ら早大野球部の関係者が必死になって野球用具を保管し続けたことが、戦後の野球復活を早める原動力となった。そして両校の野球部員たちも出征先から、また内外の疎開先から東京へ戻り、再びグラウンドに立った。
1946年からは東京六大学リーグ戦も再開、神宮の青空に再び球音が谺するようになった。
この試合の記録については、長い間参加者、観戦者の証言でしか語られていなかったが、早稲田野球部第9代主将の浅沼誉夫の長男がこの試合を観戦しスコアブックを記録、保存していており、2005年に初めて公表され、これまでに伝えられてきた試合の記録と食い違っていた事が判明している。
あの早慶戦で最後にはならなかった。しかし、あの日の試合に関わった人たちは、『もう二度と生きて野球をやれまい』と悲壮な思いで、そして本当にこれが最後になるだろうという覚悟を定め置いていた。そのため、戦後となっても1943年のあの日闘った早慶戦をいつしか「最後の早慶戦」と云うようになった。

## メディア化
- 小説『英霊たちの応援歌』（神山圭介、1978年、文藝春秋）
- 映画『英霊たちの応援歌 最後の早慶戦』（1979年、監督：岡本喜八、主演：永島敏行）
上記の小説を原作とする映画。東京12チャンネル（現・テレビ東京）開局15周年記念映画として製作された。この映画では試合や早大野球部の練習シーンのロケーションに戸塚球場（安部球場）が使用されている。
- 舞台『ラストゲーム 最後の早慶戦』（2008年6月、主演：D-BOYS）[4]
- 映画『ラストゲーム 最後の早慶戦』（2008年8月、監督：神山征二郎、主演：渡辺大）[5]
この映画では戸塚球場にイメージが似ているということで長野県の上田城跡公園野球場をロケ地として使用した。
- 『1943年晩秋 最後の早慶戦』（早稲田大学大学史資料センター・慶應義塾福澤研究センター共編、2008年11月、教育評論社）
この試合の観戦者が記録したスコアブックを元にした早稲田大学と慶應義塾大学による共同研究書。
- この他にも『英霊たちの応援歌』の文庫本化、笠原・松尾俊治共著による『最後の早慶戦』（ベースボール・マガジン社）の復刊など、試合から65年目の節目を迎えた2008年は「最後の早慶戦」を後世に語り継ごうという活発な動きがみられた。